# SK-105 퀴라시어

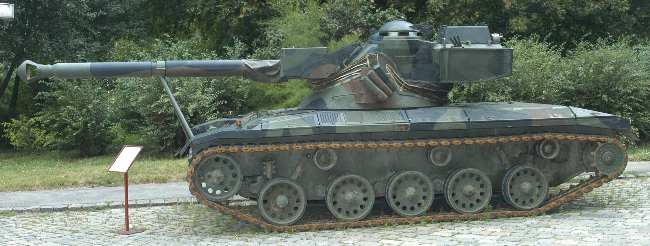
SK-105

SK-105 쿠라시어는 오스트리아의 경전차 또는 구축전차(Jagdpanzer)로서 105mm
강선포를 장비했다. 이 전차는 대략 700대 이상 생산된 것으로 추정되고 있다.

## 역사
SK-105는 오스트리아의 사우어-베르크 사(현재 이 회사는 스타이어-다임러-푸치사로 바뀌었다)에서 오스트리아 육군의 기동대전차차량에 관한 작전 요구 사항을 받아 개발했다. 첫 번째 시험생산형(prototype)은 1967년에 개발되었고, 선행생산형은 1971년에 등장했다.
SK-105는 자우어 APC에 기초하여 개발되었다. 가벼운 무게 덕분에 SK-105는 C-130 허큘리스 수송기에 탑재 가능했다. SK-105의 포탑은 프랑스의 AMX-13에 사용된 포탑을 기초로 하여 개발되었으며 탑재된 주포는 360 mm 장갑을 관통할 수 있다.

## 변형
- SK-105 A1
- SK-105 A2
- 그라이프 전차구난차
- 공병차량
- SK-105 조종수 훈련차량

## 운용국
- 오스트리아 육군 - 286대
- 아르헨티나 - 100대[3]
- 볼리비아 - 34대
- 보츠와나 - 34대
- 브라질 - 17대 (브라질 해병대)
- 모로코 - 111대
- 튀니지 - 42대